# Station Wieluń Niedzielisko
Station Wieluń Niedzielisko is een spoorwegstation in de Poolse plaats Wieluń.